# Исмихан-султанија (ћерка Селима II)
Султанија Исмихан (тур. Ismihаn Sultan 1545 — 8. август 1585) је била османска султанија, кћи султана Селима II и султаније Нурбану. Била је удата за великог везира Мехмед-пашу Соколовића.

## Биографија
Султанија Есмахан је рођена у Маниси, где је њен отац службовао као наследник султана Сулејмана. 1. августа 1562. године се удала за Мехмед-пашу Соколовића, који ће касније постати велики везир и најмоћнији човек у Османском царству. Родила му је једног сина, Султаназада Ибрахима. Била је јако утицајна у харему свога оца и брата, те одговорна за бројне интриге. Након Соколовићеве смрти, била је удата за 1584. за Али-пашу. Султанија Есмахан је умрла у Истанбулу 1585. године. Сахрањена је у џамији свог првог супруга.

## Деца
Имала је три сина која су умрла као одојчад, или као јако мала:
године, сахрањени су поред оца:
- Султанзаде Мехмед (1566—1567)
- Султанзаде Ахмед (1563—1567)
- Султанзаде Махмуд (5. август 1585-24. септембар 1585) - умро је четрдесет дана након смрти мајке

Султанија Есмахан је имала само троје деце из брака са Мехмед-пашом Соколовићем који су је надживели:
- Сафије-султанија (1563—24. јануар 1593) - најстарије дете Есмахан султаније и Мехмед-паше. Удата је 1580. године за Џафер-пашу (1523—21. јануар 1587), намесника Будимпеште. Из брака је имала близанце, Мехмеда и Џафера, рођене мало након смрти оца, који су умрли у детињству. Након смрти супруга, није се више удавала.
- Султанзаде Ибрахим-бег (1565—1622) - називан и Ибрахим-хан. Био је постављен за намесника Буде. Имао је моћне потомке који су виђени као потенцијални наследници престола 1703. године током побуне против султана Мустафе II. Када је умро 1621, сахрањен је поред свог оца. Имао је ћерку Хатиџе.
- Гевхер-султанија (1577—1638) - најмлађе дете својих родитеља. Први брак је склопила са Абдулбаки-бегом, сином Хумашах-султаније из брака са Лала Мустафа-пашом[1]. Током 1638. године, велики везир је сазнао да је одговорна за нестанак неколико племића и угледних трговаца, које је убијала уз помоћ својег домаћинства да би незаконито преузимала њихово богатство. Након што су тела несталих нађени у подземној цистерни испод њене палате, погубљена је по наређењу Мурата IV.